# Ferrovia Martigny-Le Chatelard-Saint Gervais
La ferrovia Martigny-Saint Gervais è una linea ferroviaria internazionale a scartamento ridotto che collega Martigny in Svizzera con Saint Gervais in Francia attraversando Vallorcine e Chamonix.

## Storia

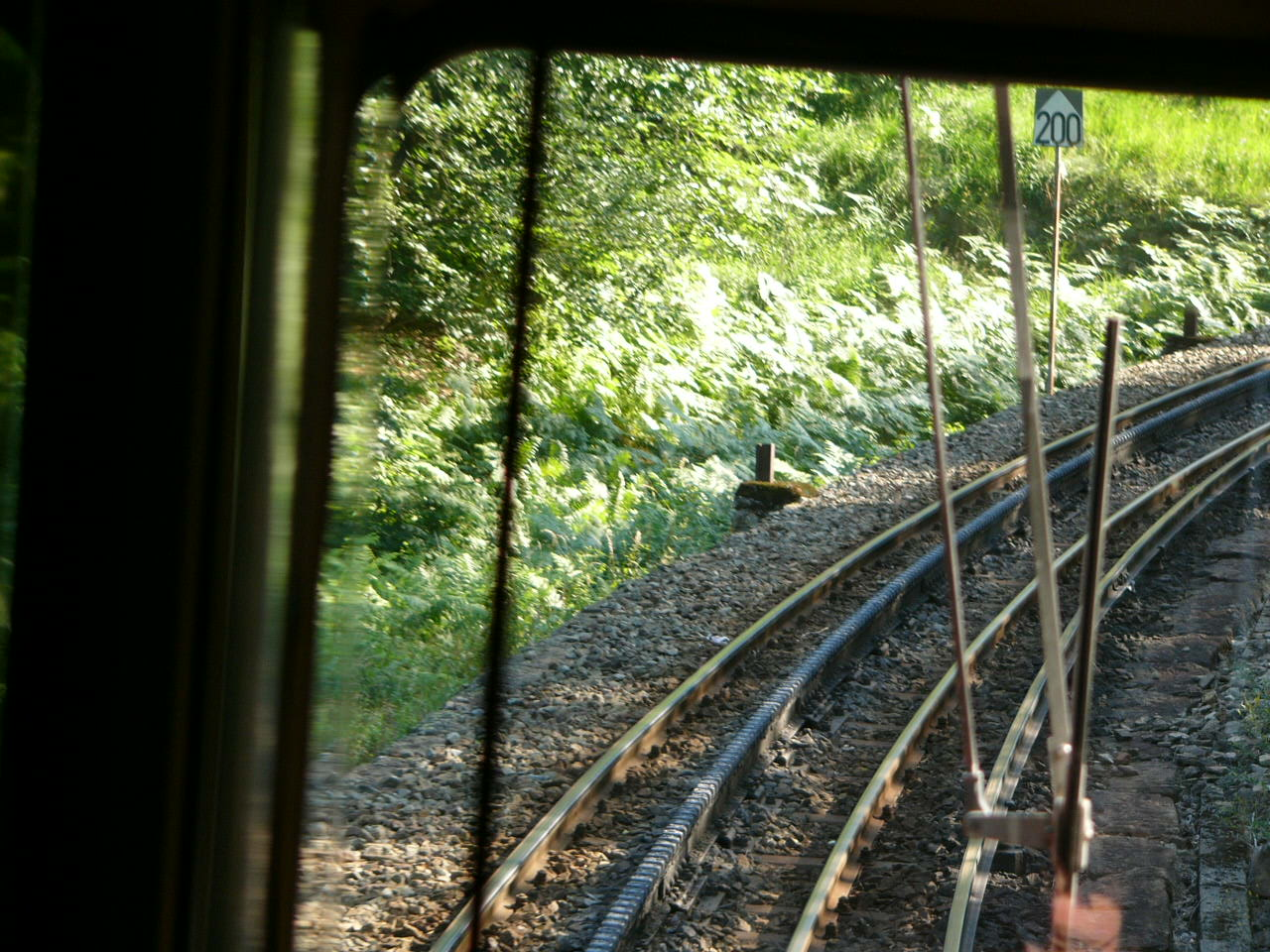
L'immagine mostra la cremagliera "Strub" e la Terza rotaia di alimentazione a 750 volt

Il progetto di una ferrovia che raggiungesse la rinomata località turistica di Chamonix ai piedi del Monte Bianco, in Francia, iniziò a prendere forma nell'ultimo decennio del XIX secolo e si concretizzò nel 1890 con la concessione rilasciata alla società ferroviaria PLM per la costruzione e l'esercizio di una ferrovia a scartamento metrico con origine a Saint Gervais sulla linea principale a scartamento normale.
Il 25 luglio 1901 avvenne l'inaugurazione con trazione elettrica a terza rotaia a corrente continua e a 500 volt.
Nel 1906 il tracciato veniva prolungato fino a Vallorcine attraverso una galleria di oltre 2 km, e successivamente fino alla frontiera Svizzera. Il 20 agosto 1906 infine veniva inaugurata la tratta svizzera, di 18 km, gestita dalla Società del Monte Bianco realizzando il collegamento con la stazione di Martigny sulla linea principale Losanna-Briga. In seguito ad accordi tra le due società nel 1908 venne innalzata la tensione a 750 volt adeguandosi alla tratta svizzera che, nella sua prima parte, era dotata di linea aerea e cremagliera "Strub" data l'elevata pendenza necessaria ad elevarsi dalla vallata del Rodano alla valle di Chamonix.

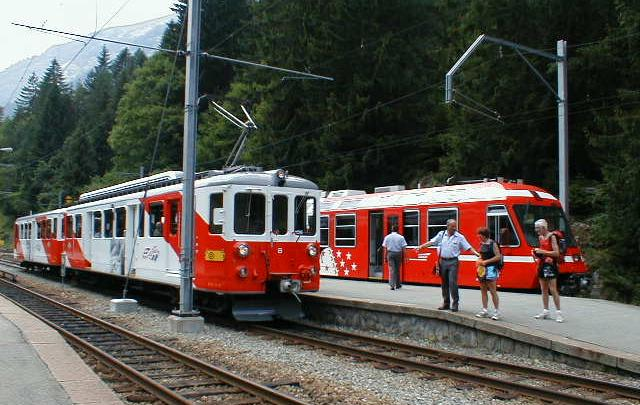
Due treni in sosta presso la stazione di Châtelard-Frontière

Il primo treno diretto Martigny-Chamonix inaugurò nello stesso anno dopo che, nel tratto oltre frontiera tra Châtelard-Frontière, punto più alto della linea a 1200 m s.l.m., la gestione era stata affidata alla compagnia svizzera. Il traffico si rivelò consistente fin dall'inizio anche perché da Chamonix era possibile raggiungere il Ghiacciaio del Monte Bianco con un'altra ferrovia e da Châtelard era possibile raggiungere altre vette con una funicolare. In seguito alla nazionalizzazione delle ferrovie francesi la linea passò, per la parte di competenza, alla SNCF.
Nel 1958 i rotabili francesi vennero sostituiti da altri più moderni e riammodernati a metà degli anni ottanta tuttavia il tragitto intero era svolto solo dai rotabili svizzeri atti a circolare sulla cremagliera e sui due sistemi di alimentazione. Ciò permetteva ai soli veicoli rimorchiati francesi il percorso non stop. Le corse dirette tra le due stazioni terminali oggi vengono chiamate Mont-Blanc Express. Nel corso degli anni settanta venne installato il Blocco automatico e recentemente anche il telecomando centralizzato delle stazioni intermedie. Oggi il servizio si svolge con i moderni elettrotreni a tre casse Stadler Rail della serie Z850, e le elettromotrici serie Z800 adatte alla circolazione con i due sistemi di alimentazione e al servizio sulla cremagliera.
Dal 2000 la tratta svizzera è gestita dalla nuova società regionale Transports de Martigny et Régions (TMR).

## Caratteristiche
- Alimentazione elettrica a terza rotaia nel tratto francese e a catenaria nel primo tratto svizzero
- Scartamento: 1.000 mm
- Lunghezza: 54,97 km (di cui 36,61 in territorio francese, 18,36 km in territorio svizzero)
- Tensione di alimentazione: 750/830 V a corrente continua.

### Percorso
| Unknown route-map component "STR+l" | Transverse track | Unknown route-map component "STR+r" + Unknown route-map component "CONTf@Fq" |

| Station on track | Head station | Unknown route-map component "CONTl+g" |

| Unknown route-map component "CONTr+g" | Stop on track |  |

| Stop on track |

| Station on track |

| Stop on track |

| Stop on track |

| Stop on track |

| Stop on track |

| Stop on track |

| Funicular | Station on track |  |

| Station on track |

| Unknown route-map component "GRZq" + Restricted border on track |

| Station on track |

| Stop on track |

| Stop on track |

| Station on track |

| Stop on track |

| Enter and exit tunnel |

| Stop on track |

| Aerial tramway | Stop on track |  |

|  | Station on track | Head station |

|  | Straight track | Unknown route-map component "CONTl+g" |

| Stop on track |

| Stop on track |

| Station on track |

| Stop on track |

| Station on track |

|  | Stop on track | Aerial tramway |

| Stop on track |

| Stop on track |

| Unknown route-map component "KRW+l" | Unknown route-map component "KRWr" | Unknown route-map component "CONTl+f" |

| End station | Head station | End station |

| Unknown route-map component "CONTgq" | One way rightward |  |

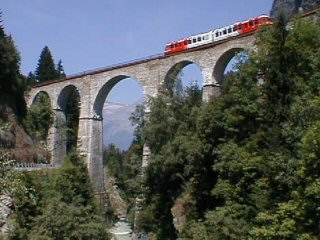
Viadotto Sainte Marie

Il percorso inizia dalla stazione di Martigny, sulla linea delle Ferrovie Federali Svizzere che da Briga giunge fino a Losanna e Ginevra e per i primi 4 km fino a Vernayaz è alimentata da Trolley e linea aerea; dopo tale stazione inizia le tratte a cremagliera Strub fino a raggiungere il punto più alto della linea di 1260 m s.l.m., a Vallorcine dopo aver attraversata la frontiera nella stazione di Le Châtelard-Frontière; inizia inoltre l'alimentazione a terza rotaia laterale e tale rimane fino a Saint Gervais. Poco prima del confine a Châtelard-Giètroz ha inizio la funicolare del Barberine considerata la più ripida al mondo con la sua pendenza fino all'870 per mille.
Per raggiungere Chamonix viene attraversata anche una galleria di oltre 2 km.
Dalla stazione di Chamonix (1042 m s.l.m.) si diparte la ferrovia di 5,4 km per Montenvers (a 1913 m) a cremagliera con pendenza fino al 220 per mille. La linea prosegue attraversando varie stazioni e fermate da cui si dipartono cabinovie e seggiovie, attraversa il viadotto Sainte Marie in muratura a diverse arcate giungendo a Saint Gervais, stazione di scambio con i treni SNCF a scartamento normale e punto di inizio della tranvia del Monte Bianco (TMB) che porta al ghiacciaio di Bionassay con un percorso a cremagliera..